# 渡辺美奈代 背のびしてルージュ
- 渡辺美奈代 背伸びしてルージュ

『フレッシュインカドカワ 渡辺美奈代 背のびしてルージュ』（わたなべみなよ せのびしてルージュ）は、1987年4月12日から10月4日までニッポン放送で放送されていたラジオ番組。パーソナリティは渡辺美奈代。角川書店グループの一社提供。

## 概要
渡辺美奈代は、この番組が始まる直前の1987年4月2日まで同じニッポン放送で『おニャン子のアブない夜だよ』に出演していたが、『アブない夜だよ』を卒業してその直後に単独パーソナリティとしてスタートした番組である。
基本的には、フリートークと普通のお便り紹介の時間を多くとった構成。6月ごろの時点では、一回の放送で読まれるはがきの数は6通前後に対し、一週間の間に届くはがきの数は3,000通前後で、女性リスナーからのはがきもかなりの数があったという。はがきの内容はくだらないような内容から真面目な相談事まで様々で、なるべくおニャン子クラブのネタには触れないようにしていた。
はがきが採用されたリスナーには、渡辺自らデザインした「キュートなオリジナルプリント布」がプレゼントされていた。また、この番組では毎回オープニングとエンディングで「CHAO!」とあいさつしていた。
オープニングとエンディングのテーマ曲として流れていたのは、松岡直也の『コスモスアベニュー』（サウンドトラックアルバム『ハートカクテル Vol.1』に収録）。
本番組はニッポン放送では『朝から音楽めいっぱい!!サンデーモーニングワイド』枠内で放送されていたが、10月改編で日曜日午前7:00から12:00まで5時間のワイド番組『スーパー電リクサンデーヒットパラダイス』をスタートさせたことで本番組も終了（角川書店グループはそのまま『サンデーヒットパラダイス』のスポンサーに入る）。しかし、ニッポン放送においては渡辺の後継番組は設けられず、1988年4月スタートの『渡辺美奈代 恋はちょっぴり』まで半年間のブランクが空くことになった。

## 主なコーナー
ちょっと気になる男のコ
- 本番組スタート当初のコーナー。このコーナーで男子の研究をするという設定で「恋愛講座編」「デート講座編」などテーマを設定し、テーマに沿ったリスナーからのはがきを紹介していた[4]。

家族ちゃんちゃかちゃん
- 6月からスタートした、本番組のメインコーナー。自分の家の中や家族の中であった出来事、事件などリスナーから寄せられたエピソードの数々で綴られていた[2]。

この他、リスナーが電話で渡辺と共演できるラジオドラマコーナーがあった。

## 放送されていた局
- ニッポン放送（制作局）：日曜日 11:30 - 12:00
- STVラジオ：日曜日 9:25 - 9:55
- CBCラジオ（JRN単独加盟局）：土曜日 24:00 - 24:30
- MBSラジオ：土曜日 25:30 - 26:00（深夜1:30 - 2:00）
- KBCラジオ：日曜日 9:30 - 10:00